# Wereldkampioenschap basketbal mannen 1970
In 1970 werd voor de zesde keer het wereldkampioenschap basketbal gehouden. Dertien landen die ingeschreven waren bij de FIBA, namen deel aan het toernooi dat gehouden werd in mei 1970 te  Sarajevo, Split, Karlovac, Skopje en Ljubljana, Joegoslavië. Het gastland Joegoslavië werd de uiteindelijke winnaar van het toernooi.

## Eindklassering
| #      | Land                          |
| ------ | ----------------------------- |
| Goud   | Joegoslavië                   |
| Zilver | Brazilië                      |
| Brons  | Sovjet-Unie                   |
| 4      | Italië                        |
| 5      | Verenigde Staten              |
| 6      | Tsjecho-Slowakije             |
| 7      | Uruguay                       |
| 8      | Cuba                          |
| 9      | Panama                        |
| 10     | Canada                        |
| 11     | Zuid-Korea                    |
| 12     | Australië                     |
| 13     | Verenigde Arabische Republiek |

| WK basketbal 1970 winnaar |
| ------------------------- |
| Joegoslavië Eerste titel  |

## Individuele prijzen

### MVP (Meest Waardevolle Speler)
- Sergej Belov

### All-Star Team
- Krešimir Ćosić
- Sergej Belov
- Modestas Paulauskas
- Ubiratan Pereira Maciel
- Kenny Washington